# Шаркад
Шаркад (угор. Sarkad) — місто в медьє Бекеш в Угорщині. Місто займає площу 125,57 км², на якій у 2009 році постійно проживало 10 463 жителя.

## Міста побратими
- Ністеталь, Німеччина
- Салонта, Румунія
- Снагов, Румунія
- Бараолт, Румунія

| Угорщина | Це незавершена стаття з географії Угорщини. Ви можете допомогти проєкту, виправивши або дописавши її. |